# (96268) Tomcarr
(96268) Tomcarr est un astéroïde de la ceinture principale.

## Description
(96268) Tomcarr est un astéroïde de la ceinture principale. Il fut découvert le 20 septembre 1995 à la station Catalina par Timothy B. Spahr. Il présente une orbite caractérisée par un demi-grand axe de 2,59 UA, une excentricité de 0,27 et une inclinaison de 4,4° par rapport à l'écliptique.

## Compléments